# Anisolepis grilli
Espèce
Synonymes
- Laemanctus fitzingeri Wiegmann, 1834
- Enyalius fitzingeri (Wiegmann, 1834)
- Laemanctus obtusirostris Wiegmann, 1834
- Ecphymotes obtusirostris (Wiegmann, 1834)
- Anisolepis lionotus Werner, 1896
- Anisolepis iheringi Etheridge, 1965

Statut de conservation UICN

 LC  : Préoccupation mineure
Anisolepis grilli est une espèce de sauriens de la famille des Leiosauridae.

## Répartition
Cette espèce se rencontre :
- dans le Sud du Brésil ;
- en Argentine dans la province de Misiones ;
- en Uruguay.

La présence de cette espèce en Uruguay est liée à la découverte de deux spécimens à Montevideo. Toutefois certains auteurs mettent en doute leur origine et donc la présence de cette espèce dans ce pays.

## Description
C'est un lézard terrestre qui se rencontre principalement dans les zones forestières pluvieuses de la côte Atlantique.

## Étymologie
Cette espèce est nommée en l'honneur de Giuseppe Franco Grillo.

## Publication originale
- Boulenger, 1891 : Description of a new Iguanoid lizard of the genus Anisolepis. Annali del Museo Civico di Storia Naturale di Genova, ser. 2, vol. 10, p. 909 (texte intégral).